# Juniperus przewalskii
Juniperus przewalskii (яловець Пржевальського) — вид хвойних рослин родини кипарисових.

## Поширення, екологія
Країни проживання: Китай (Ганьсу, Цинхай, Сичуань). Зустрічається від субальпійського лісу до альпійських луків або степів на крутих, як правило, південних вапняних схилах, з ґрунтопокривними травами (наприклад Stipa splendens), чагарниками (наприклад Salix) або багаторічними травами (наприклад, Polygonum viviparum), на сухих або вологих поверхнях. Може також утворювати чисті ліси. Висота коливається від (1900)2200 м до 4000(5000) м над рівнем моря. Клімат холодний помірний, з істотними періодами снігового покриву в зимовий період.

## Морфологія
Двостатеві дерева (рідко кущі) до 20 м у висоту. Листки бувають як лускоподібні так і голчасті: всі голчасті на молодих деревах, обидва типи на дорослих деревах, майже всі лускоподібні на старих дерев; голчасті листки ростуть по 3, поширюючи, вільна частина довжиною 4–8 мм; лускоподібні листки ростуть по 2, зазвичай сизі, ромбово-яйцеподібні, 1,2–3 мм, листова вершина гостра. Пилкові шишки яйцеподібні, близько 2,5 мм завдовжки, з 6–10 мікроспорофілами, кожна з 2 або 3 пилковими мішками. Шишки від синьо-чорного до чорного кольору, коли дозрілі, від яйцюватих до майже кулястих, 0,8–1,3 см в діаметрі, з 1 насіниною. Насіння злегка сплюснуте, (суб) кулясте, 7–12 × 6–10 мм, невиразно або помітно ребристі, є смоляні ями.

## Використання
Використання не зафіксовано, але цей вид, ймовірно, використовується для дров, оскільки це одне з небагатьох дерев, які існують в деяких частинах ареалу.

## Загрози та охорона
Майбутня зміна клімату може вплинути на цей вид. Не відомо, чи цей вид трапляється в будь-яких охоронних територіях.